# NN-251
La carretera NN‑251 es una vía departamental secundaria ubicada en el departamento de Matagalpa, en la zona centro-norte de Nicaragua. Conecta el caserío Wanawás, en el sector conocido como El Muñeco en el municipio de Río Blanco, hasta el límite con Mulukukú en la Región Autónoma de la Costa Caribe Norte. Tiene una longitud de 15.73 kilómetros y fue inaugurada en 2024 como parte del plan de ampliación vial del MTI.

## Trazado y cruces
La siguiente tabla muestra su recorrido, localidades y principales conexiones:
| km    | Localidad                            | Departamento | Conexión / Ruta |
| ----- | ------------------------------------ | ------------ | --------------- |
| 0.0   | Caserío Wanawás (El Muñeco)          | Matagalpa    |                 |
| 6.4   | Comunidad rural                      | Matagalpa    |                 |
| 15.73 | Límite municipal Mulukukú–Río Blanco | Matagalpa    |                 |

## Coordenadas
Uno de los tramos de la NN‑251 se encuentra cerca de El Muñeco en las coordenadas: 13°00′54″N 85°13′05″O / 13.0150, -85.2180